# 粉苞菊
粉苞菊（学名：Chondrilla piptocoma）为菊科粉苞菊属的植物。分布在俄罗斯、哈萨克斯坦以及中国大陆的新疆等地，生长于海拔1,100米至3,220米的地区，多生长在河漫滩砾石地带，目前尚未由人工引种栽培。